# Jörg Fuchslocher
Jörg Fuchslocher (* 18. November 1964) ist ein ehemaliger deutscher Fußballspieler.

## Karriere
Fuchslocher spielte in der Jugend des TSV Wäldenbronn und des VfB Stuttgart. Danach lief er für die Stuttgarter Kickers und den FV Zuffenhausen auf, bevor er 1987 zum Karlsruher SC wechselte. Der KSC war grade in die Bundesliga aufgestiegen. Im Team von Trainer Winfried Schäfer, waren im Mittelfeld die Spieler Wolfgang Trapp, Michael Harforth, Michael Spies und Milorad Pilipovic erste Wahl. So kam Fuchslocher zu zwei Einsätzen, er wurde zweimal eingewechselt, einmal gegen den FC Bayern München und einmal gegen den SV Waldhof Mannheim. Beide Spiele gingen verloren. Der KSC schaffte den Klassenerhalt und Fuchslocher wechselte ins Ausland, er spielte noch für den FC Martigny-Sports, FC Évian Thonon Gaillard, FC Lausanne-Sport und Stade Nyonnais.

## Sonstiges
Fuchslocher schloss sein Studium der Sportwissenschaften mit dem Abschluss als Doktor ab. Er ist mit der Schweizer Olympionikin Corinne Simasotchi verheiratet. Zusammen haben sie ein Zwillingspaar.